# Liste der Hochhäuser in Ungarn
Dies ist eine Aufstellung aller Hochhäuser in Ungarn, die mindestens 60 Meter hoch sind.
| Nr. | Name                                 | Höhe | Stadt    | Baujahr | Nutzungsart      |
| --- | ------------------------------------ | ---- | -------- | ------- | ---------------- |
| 1   | Parlamentsgebäude (Budapest)         | 96 m | Budapest | 1904    | Regierung        |
| 2   | Semmelweis-Universität               | 89 m | Budapest | 1976    | Bildung          |
| 3   | Magasház Pécs                        | 84 m | Pécs     | 1974    | Bauruine         |
| 4   | Országos Egészségbiztosítási Pénztár | 73 m | Budapest | ?       | Behörde          |
| 5   | Schönherz Kollégium                  | 67 m | Budapest | ?       | Wohnungen        |
| 6   | Hotel Budapest                       | 65 m | Budapest | 1967    | Hotel            |
| =7  | Duna Tower B                         | 64 m | Budapest | ?       | Büros            |
| =7  | Europe Tower                         | 64 m | Budapest | 2006    | Büros            |
| =9  | Duna Tower A                         | 62 m | Budapest | 2005    | Büros            |
| =9  | Országos Rendör-fökapitányság        | 62 m | Budapest | ?       | Polizeipräsidium |